# وزارة الزراعة والري (السودان)

## المقدمة
وزارة الزراعة والري هي وزارة اتحادية سودانية مسؤولة عن إدارة وتطوير القطاع الزراعي بشقيه النباتي والموارد الطبيعية، إضافة إلى الإشراف على أنشطة الري. تشرف الوزارة على وضع السياسات الزراعية والمائية، وتنفيذ البرامج والمشروعات المرتبطة بالأمن الغذائي، وتنمية الموارد الطبيعية، واستصلاح الأراضي، وتطوير البنية التحتية للري. تتولى الوزارة حاليًا قيادة قطاع يُعد من أهم ركائز الاقتصاد السوداني، نظرًا لاعتماد شريحة كبيرة من السكان على الزراعة كمصدر رئيسي للدخل والمعيشة.

## النشأة والتطور التاريخي
تُعد هذه الوزارة امتدادًا تاريخيًا لأقدم مؤسسات الدولة السودانية في المجال الزراعي. أنشئت قبل السودنة عام 1953 تحت مسمى مصلحة الغابات والأحراش، ثم أصبحت وزارة الزراعة. شهدت تغييرات متكررة في اسمها واختصاصاتها:
- ضُمّت إليها في فترات مختلفة الثروة الحيوانية أو الري والمياه أو الموارد الطبيعية.
- في يونيو 1989، بعد ثورة الإنقاذ الوطني، أصبحت وزارة الزراعة والثروة الحيوانية.
- عام 1992 فُصلت الثروة الحيوانية، لتصبح وزارة الزراعة والغابات.
- عام 2010 تحوّل الاسم إلى وزارة الزراعة والري.
- عام 2015 أُعيدت تسميتها وزارة الزراعة والغابات.
- في يوليو 2025، ضمن تشكيل حكومة الأمل (التي تم تكوينها في عهد رئيس مجلس الوزراء كامل إدريس)، تم دمج الاختصاصات مرة أخرى تحت مسمى وزارة الزراعة والري.[1]

## المهام والاختصاصات
بحسب الموقع الرسمي للوزارة قبل إعادة الهيكلة، فإن اختصاصاتها تشمل:
- اختيار واعتماد التقنيات المناسبة في مجال الزراعة.
- تطوير برامج وأساليب الإرشاد الزراعي.
- الإشراف على الموارد الطبيعية واستثمارها.
- ترشيد استخدام الأراضي الزراعية للحد من التدهور البيئي ومكافحة الجفاف والتصحر بالتنسيق مع الجهات ذات الصلة.
- تدريب وتأهيل الكوادر البشرية في مجالات الزراعة والموارد الطبيعية.
- تطوير المراعي وصيانتها بالتنسيق مع الجهات المعنية.
- رصد ومكافحة الآفات القومية بالتعاون مع الجهات المختصة.
- متابعة تنفيذ القوانين التي تشجع وتحمي الغابات.
- الإشراف على الاستثمار الاتحادي في المجال الزراعي.
- الإشراف على الإحصاءات الزراعية ونشرها على المستوى القومي.
- الإشراف على مشاريع التعاون الدولي والإقليمي في الزراعة.
- تنمية التعاون الدولي والإقليمي في مجالات الزراعة والموارد الطبيعية.

## الهيكل الإدراي
تضم الوزارة عددًا من الإدارات العامة والهيئات والمشروعات التابعة، مثل:
- الإدارات العامة: التخطيط والسياسات الزراعية، العلاقات الدولية، الإرشاد الزراعي، الإنتاج البستاني، الموارد الطبيعية، وقاية النباتات، الهندسة الزراعية، المشروعات والشراكات.
- الهيئات والمشروعات التابعة: مشروع الجزيرة، هيئة الرهد الزراعية، هيئة السوكي الزراعية، الهيئة القومية للغابات، هيئة وقاية المحاصيل، وهيئة البحوث الزراعية.

## الوزير الحالي
في 3 يوليو 2025، عيّن رئيس الوزراء كامل إدريس المهندس عصمت قرشي عبد الله محمد وزيرًا للزراعة والري، ضمن ثلاثة وزراء جدد انضموا إلى حكومة الأمل، وذلك بعد دمج مهام الزراعة والري تحت وزارة واحدة.

## الأهمية الاقتصادية والاجتماعية
يلعب القطاع الزراعي دورًا محوريًا في الاقتصاد السوداني، حيث يساهم بنسبة كبيرة من الناتج المحلي ويوفر فرص عمل لغالبية السكان في الريف. كما أن مشاريع الري الكبرى، وعلى رأسها مشروع الجزيرة، تشكل عنصرًا أساسيًا في استراتيجية الأمن الغذائي الوطني.

## التحديات والفرص

### التحديات
- تدهور البنية التحتية للري.
- تأثيرات تغير المناخ على الإنتاج الزراعي.
- محدودية التمويل والاستثمار.
- مشاكل التصحر وفقدان التنوع البيئي.

### الفرص:
- وفرة الأراضي الزراعية الصالحة للزراعة.
- إمكانية زيادة الإنتاج عبر التوسع في مشروعات الري الحديثة.
- فرص التعاون الإقليمي والدولي لتحسين الإنتاجية والاستدامة.